# Troglohyphantes
Troglohyphantes este un gen de păianjeni din familia Linyphiidae.

## Specii[1]
- Troglohyphantes adjaricus
- Troglohyphantes affinis
- Troglohyphantes affirmatus
- Troglohyphantes albicaudatus
- Troglohyphantes albopictus
- Troglohyphantes aldae
- Troglohyphantes alluaudi
- Troglohyphantes balazuci
- Troglohyphantes birsteini
- Troglohyphantes bolivarorum
- Troglohyphantes bolognai
- Troglohyphantes bonzanoi
- Troglohyphantes boudewijni
- Troglohyphantes brevipes
- Troglohyphantes brignolii
- Troglohyphantes bureschianus
- Troglohyphantes caecus
- Troglohyphantes caligatus
- Troglohyphantes cantabricus
- Troglohyphantes caporiaccoi
- Troglohyphantes cavadinii
- Troglohyphantes cerberus
- Troglohyphantes charitonovi
- Troglohyphantes cirtensis
- Troglohyphantes comottii
- Troglohyphantes confusus
- Troglohyphantes croaticus
- Troglohyphantes cruentus
- Troglohyphantes dalmaticus
- Troglohyphantes deelemanae
- Troglohyphantes dekkingae
- Troglohyphantes delmastroi
- Troglohyphantes diabolicus
- Troglohyphantes dinaricus
- Troglohyphantes diurnus
- Troglohyphantes dominici
- Troglohyphantes draconis
- Troglohyphantes drenskii
- Troglohyphantes excavatus
- Troglohyphantes exul
- Troglohyphantes fagei
- Troglohyphantes fallax
- Troglohyphantes fatalis
- Troglohyphantes fugax
- Troglohyphantes furcifer
- Troglohyphantes gamsi
- Troglohyphantes gestroi
- Troglohyphantes giromettai
- Troglohyphantes gladius
- Troglohyphantes gracilis
- Troglohyphantes gregori
- Troglohyphantes hadzii
- Troglohyphantes helsdingeni
- Troglohyphantes henroti
- Troglohyphantes herculanus
- Troglohyphantes inermis
- Troglohyphantes iulianae
- Troglohyphantes jamatus
- Troglohyphantes jeanneli
- Troglohyphantes juris
- Troglohyphantes karawankorum
- Troglohyphantes konradi
- Troglohyphantes kordunlikanus
- Troglohyphantes kratochvili
- Troglohyphantes lakatnikensis
- Troglohyphantes latzeli
- Troglohyphantes lesserti
- Troglohyphantes lessinensis
- Troglohyphantes liburnicus
- Troglohyphantes lucifuga
- Troglohyphantes marqueti
- Troglohyphantes microcymbium
- Troglohyphantes milleri
- Troglohyphantes montanus
- Troglohyphantes nigraerosae
- Troglohyphantes noricus
- Troglohyphantes novicordis
- Troglohyphantes numidus
- Troglohyphantes nyctalops
- Troglohyphantes orghidani
- Troglohyphantes oromii
- Troglohyphantes orpheus
- Troglohyphantes paulusi
- Troglohyphantes pavesii
- Troglohyphantes pedemontanus
- Troglohyphantes phragmitis
- Troglohyphantes pisidicus
- Troglohyphantes pluto
- Troglohyphantes poleneci
- Troglohyphantes polyophthalmus
- Troglohyphantes pretneri
- Troglohyphantes pugnax
- Troglohyphantes pumilio
- Troglohyphantes pyrenaeus
- Troglohyphantes racovitzai
- Troglohyphantes regalini
- Troglohyphantes roberti
- Troglohyphantes ruffoi
- Troglohyphantes salax
- Troglohyphantes saouaf
- Troglohyphantes sbordonii
- Troglohyphantes schenkeli
- Troglohyphantes sciakyi
- Troglohyphantes scientificus
- Troglohyphantes similis
- Troglohyphantes simoni
- Troglohyphantes sketi
- Troglohyphantes solitarius
- Troglohyphantes sordellii
- Troglohyphantes spatulifer
- Troglohyphantes spinipes
- Troglohyphantes strandi
- Troglohyphantes subalpinus
- Troglohyphantes svilajensis
- Troglohyphantes tauriscus
- Troglohyphantes thaleri
- Troglohyphantes trispinosus
- Troglohyphantes troglodytes
- Troglohyphantes typhlonetiformis
- Troglohyphantes vicinus
- Troglohyphantes wiebesi
- Troglohyphantes wiehlei
- Troglohyphantes vignai
- Troglohyphantes zanoni